# Rover 14
Der Rover 14, eine 4-türige Limousine, wurde von Rover zwischen 1933 und 1940 als Nachfolger des Rover Pilot 14 und Rover Speed Pilot hergestellt.
Die (ab 1937) Stromlinienlimousine (ähnlich den Modellen 10 und 12, jedoch mit rundem Heck) hatte einen 6-Zylinder-ohv-Motor mit 1577 cm³ Hubraum, der 54 bhp (39,7 kW) entwickelte. Der Wagen war 111 km/h schnell.
1938 erhielt der Wagen einen größeren Motor mit 1901 cm³. Die Höchstgeschwindigkeit erhöhte sich geringfügig auf 112 km/h. Mit der gleichen Karosserie, aber einem größeren Motor, wurde auch der Rover 16 angeboten. Wie alle anderen Zivilmodelle wurde auch der Rover 14 kriegsbedingt ab 1940 nicht mehr hergestellt.
Erst nach Aufnahme der zivilen Produktion nach dem Zweiten Weltkrieg im Jahre 1945 gab es wieder einen Rover 14. Die Konzeption entsprach der des Vorkriegswagens, jedoch wurde der Karosserie ein Kofferraumabteil hinzugefügt, ebenso wie den Modellen 10, 12 und 16.
1948 ersetzte der Rover P3 das Modell.